# Hwang Pyong-so
Hwang Pyong-so là một sĩ quan cấp cao trong Quân đội Nhân dân Triều Tiên, mang quân hàm Phó nguyên soái. Ông hiện là Ủy viên Thường vụ Bộ Chính trị Đảng Lao động Triều Tiên, Phó Chủ tịch Ủy ban Quốc vụ, Phó Chủ tịch Ủy ban Quân sự Trung ương kiêm Chủ nhiệm Tổng cục Chính trị Quân đội Nhân dân Triều Tiên. Ông được coi là nhân vật quyền lực thứ hai tại Cộng hòa Dân chủ Nhân dân Triều Tiên, sau ông Kim Jong-un, người nắm vai trò Tổng tư lệnh Tối cao của Quân đội Triều Tiên.

## Tiểu sử
Hwang Pyong-so sinh năm 1940 hoặc khoảng năm 1949 (có nguồn ghi 1946). Ông theo học tại Trường cách mạng Mangyo’ngdae và Đại học Tổng hợp Kim Nhật Thành, là một bạn học cùng lớp đại học với Kim Kyong-hui, cô ruột của Kim Jong un, đồng thời ông cũng được cho là có quan hệ mật thiết về chính trị với mẹ của Kim Jong-un là bà Ko Yong-hui.
Ông là người lập ra các tổ chức chính trị của Triều Tiên, đã dành phần lớn sự nghiệp tại Cục tổ chức và Chỉ đạo (OGD), được bổ nhiệm làm Phó Cục trưởng OGD vào khoảng năm 2005, chịu trách nhiệm quản lý chính trị (các quyết định nhân sự, giám sát, và bổ nhiệm các vị trí) của lực lượng vũ trang cũng như giáo dục chính trị và hoạt động văn hóa. Ông thường xuyên tháp tùng Kim Jong-Il trong các chuyến đi thị sát (kiểm tra) từ năm 2005 đến 2007, chủ yếu tại các đơn vị của Quân đội Nhân dân Triều Tiên (KPA). Từ năm 2007 đến 2010, Hwang xuất hiện đột xuất trên các bài báo của truyền thông Triều Tiên. Trong năm 2007, Hwang bắt đầu giao thiệp với con trai út của Kim Jong Il và là người thừa kế cuối cùng – Kim Jong-un.
Tại Hội nghị lần thứ ba của Đảng Lao động Triều Tiên diễn ra ngày 28 tháng 9 năm 2010, Hwang Pyong-so được bầu làm Ủy viên dự khuyết Ủy ban Trung ương Đảng Lao động Triều Tiên. Tháng 4 năm 2011, ông được phong quân hàm Thượng tướng nhân dịp kỷ niệm 99 năm ngày sinh Kim Il-sung. Trong danh sách các tướng lĩnh tham gia lễ tang của Kim Jong-Il hồi tháng 12 năm 2011, ông xếp ở vị trí thứ 124. Từ năm 2011 đến 2014, Hwang Pyong So là một trong những trợ lý thân cận của Kim Jong-un, là người giám sát và đại diện cho nhà lãnh đạo tối cao và một vài tổ chức quan trọng trong cộng đồng an ninh quốc gia Triều Tiên.
Ngày 9 tháng 3 năm 2014, ông tham gia bỏ phiếu bầu Hội đồng Nhân dân Tối cao cùng với Kim Jong-un và những trợ lý thân cận khác. Hwang được bầu làm Phó Chủ tịch Hội nghị nhân dân Tối cao (SPA) khóa XIII trong cùng ngày. Cuối tháng 3 năm 2014, ông được phong quân hàm Đại tướng. Ngày 28 tháng 4 năm 2014, Hãng Thông tấn Trung ương Triều Tiên (KCNA) đưa tin Ủy ban Quốc phòng Triều Tiên (NDC) và Ủy ban Quân sự Trung ương đã phong quân hàm Phó nguyên soái cho ông Hwang Pyong-So, cố vấn thân cận của nhà lãnh đạo Kim Jong-un. Thông báo của KCNA được đưa ra khoảng hai tuần sau khi ông Hwang Pyong-so xuất hiện hôm 15 tháng 4 năm 2014 với quân hàm Đại tướng bốn sao tại một sự kiện quân sự diễn ra ở Bình Nhưỡng. Cũng trong một bản tin của KCNA ngày 27 tháng 4 năm 2014, ông Hwang được giới thiệu lần đầu tiên với tư cách là thành viên của Uỷ ban Quân sự Trung ương.
Đầu tháng 5 năm 2014, nhà lãnh đạo Triều Tiên Kim Jong-un đã chỉ định ông Hwang thay thế Choe Ryong-hae làm Chủ nhiệm Tổng cục Chính trị Quân đội Nhân dân Triều Tiên. Ngày 25 tháng 9 năm 2014, ông được bầu làm Phó Chủ tịch Ủy ban Quốc phòng Triều Tiên, thay ông Choe Ryong-hae, tại phiên họp thứ hai của Hội nghị Nhân dân Tối cao Triều Tiên khóa XIII. Tháng 10 năm 2014, ông Hwang bất ngờ dẫn đầu một phái đoàn đến thăm Hàn Quốc nhân dịp lễ bế mạc Thế vận hội châu Á năm 2014 tại thành phố Incheon. Ông là quan chức cấp cao nhất của Triều Tiên từng đến thăm Hàn Quốc.
Ngày 18 tháng 2 năm 2015, ông được bầu làm Ủy viên Thường vụ Bộ Chính trị Đảng Lao động Triều Tiên. Ngày 29 tháng 6 năm 2016, tại kỳ họp lần thứ tư của Hội nghị Nhân dân Tối cao khóa XIII (tức Quốc hội Triều Tiên), ông được bầu làm Phó Chủ tịch Ủy ban Quốc vụ. Ủy ban này được thành lập nhằm thay thế cho Ủy ban Quốc phòng Triều Tiên - cơ quan quyền lực nhất dưới thời cố lãnh đạo Kim Jong-il.